# When the Levee Breaks
When the Levee Breaks (с англ. — «Когда разрушится дамба») — блюзовая песня Канзас Джо Маккоя и Мемфис Минни, посвящённая Великому наводнению на Миссисипи 1927 года. Наибольшую известность песня получила в интерпретации британской хард-рок-группы Led Zeppelin; она была переработана Джимми Пейджем, Робертом Плантом, Джоном Полом Джонсом и Джоном Бонэмом (все четверо указаны в списке авторов) и вошла восьмым треком в альбом Led Zeppelin IV.

## Оригинальная версия
Песня «When the Levee Breaks» написана Мемфис Минни и Канзас Джо Маккоем в стиле дельта-блюз и рассказывает о Великом наводнении 1927 года, когда Миссисипи вышла из берегов и затопила прибрежные поля и селения. Тогда 13 тысяч жителей города Гринвилл в штате Миссисипи спешно перебрались к соседней дамбе, не разрушенной наводнением. Ужас перед её возможным разрушением выражен в строках песни «I works on the levee, mama both night and day, I works so hard, to keep the water away… I’s a mean old levee, cause me to weep and moan, gonna leave my baby, and my happy home». Многие жители затопленных районов потеряли всё своё имущество и вынуждены были отправиться в города Среднего запада в поисках работы и крыши над головой. Это движение стало важной частью «великой миграции» американских негров первой половины XX века.
Мемфис Минни и Канзас Джо Маккой записали песню 18 июня 1929 года. Впервые эта запись увидела свет в 1965 году, когда вышел альбом Blues Classics by Memphis Minnie (Columbia Records).

## Версия Led Zeppelin
У Роберта Планта в личной коллекции был диск с записью Маккоя и Мемфис Минни. Он частично изменил, частично перегруппировал текст, добавил к нему собственные строки и заметно изменил мелодию песни, аранжировав её в миноре и подогнав под тяжелый звук группы.

### Запись
Запись песни была осуществлена в особняке Хэдли Грэйндж в декабре 1970 года, где Led Zeppelin работали с использованием Mobile Studio, заимствованной у Rolling Stones. Пейдж говорил, что в основу аранжировки лёг его рифф, но при этом «звучание ударных Бонзо <в какой-то момент> стало действительно определяющим».

### Студийные эффекты
Основной характеристикой версии Led Zeppelin является оглушающее звучание ударных Джона Бонэма, которые были записаны в подвальном помещении (так, что микрофоны для достижения пространственного эффекта были размещены Пэйджем на лестнице). Мощь и разрушительную силу наводнения символизирует тяжёлый гитарный звук, завывание гармоники и мощное вокальное исполнение Роберта Планта.
Ставшая впоследствии знаменитой партия ударных была записана звукоинженером Энди Джонсом. Джона Бонэма и его ударную установку (которая, в свою очередь, была новой и только что доставленной с предприятия) расположили в холле Хедли-Грейндж, а два новых микрофона Beyerdynamic M160 расположили на вершине лестницы, что и обеспечило характерный, слегка приглушённый звук. Вернувшись в передвижную студию Rolling Stones, Джонс вложил звучание ударных в два канала и добавил эхо, используя принадлежащее Пейджу устройство фирмы Binson.
Пейдж записал губную гармошку Планта используя эффект, известный как «опережающее эхо». Вся запись после завершения работы была умышленно замедлена. В результате вокал Планта оказался чуть смещён в тональности, что усилило общий эффект размытости звука. В интервью журналу Uncut (2008) Пейдж говорил, что многочисленные эффекты придали песне эффект «водоворота», когда сверхплотное звучание словно бы начинает вращаться с ускорением вокруг «<голоса> Роберта в самом центре». В другом интервью он называл «When The Levee Breaks» «примером… возможно, самой тонкой продюсерской работы <в альбоме>, потому что каждый из 12 тактов несёт в себе что-то новое по сравнению с предыдущим, хоть может быть, сразу это и не бросается в глаза».
Для Пэйджа воспоминания о работе над композицией были связаны с его непростыми отношениями с продюсером и звукоинженером Глином Джонсом (который ещё с первых дней сотрудничества тщетно пытался внести максимальную лепту в оформление звучания группы). В интервью журналу Guitar World 1993 года Пейдж рассказывал:
 Один из моих любимых миксов — финал When The Levee Breaks, где все приходит в движение, кроме вокала, который остается неподвижным. Расскажу смешную историю об этой песне. Энди Джонс работал со мной над этим миксом, и когда мы закончили его, Глин, старший брат Энди, вошёл <в студию>. Мы были возбуждены: «Ты должен это послушать!». Глин послушал и сказал: «Хммм. Вы никогда не сможете это записать. Не сработает». И ушёл. Глин снова оказался не прав. Позже, наверное, весь изошёл завистью.Оригинальный текст (англ.)One of my favorite mixes is at the end of "When The Levee Breaks", when everything starts moving around except for the voice, which stays stationary. I'll tell you a funny story about that song. Andy Johns did that mix with me, and after we finished it, Glyn, Andy's older brother, walked in. We were really excited and told him, "Youve got to listen to this". Glyn listened and just said, "Hmmph, Youll never be able to cut it. It will never work". And he walked out. Wrong again Glyn. He must have been seething with envy... 
«When the Levee Breaks» — единственный трек альбома, который не был ремикширован в Англии (американский вариант Пэйдж счёл «катастрофическим» и по возвращении домой его полностью переработал). На пластинке этот трек единственный из всех представлен в своём первоначальном варианте.
Из-за обилия студийных эффектов исполнять песню на концертах было нелегко. Группа сыграла её лишь несколько раз, на раннем этапе своего американского турне 1975 года.

## Другие версии
- Page and Plant — MTV Unplugged, 1995-96.
- Элисон Краусс и Роберт Плант, альбом Raising Sand[8].
- Dread Zeppelin, альбом 5,000,000.
- Judge, There Will Be Quiet EP (1990); What It Meant: The Complete Discography.
- W.A.S.P., The Crimson Idol in 1991.
- Джон Кемпбелл, Howlin' Mercy (1993).
- Джефф Бакли, Rarities from NYC (1996).
- Rosetta Stone, An Eye For The Main Chance (1991).
- Тори Амос, концертные исполнения, 2005.
- Gov't Mule, концертные исполнения начиная с 2005 года.
- A Perfect Circle, альбом eMOTIVe, 2004.
- Bob Dylan, «The Levee’s Gonna Break» (собственная композиция с изменённым текстом), Modern Times (2006).
- Джон Пауэлл, Ice Age: The Meltdown (2006, саундтрек).
- Кристин Хёрш, Strings EP, 2004.
- Stream of Passion, Live in the Real World.
- Buckwheat Zydeco, Lay Your Burden Down (2009).
- London Philharmonic Orchestra. CD Kashmir: Symphonic Led Zeppelin in 1997.
- Magic Slim & James Cotton.
- Ят-Ха.
- Zepparella, When The Levee Breaks (2010).

## «When the Levee Breaks» в популярной культуре
- Начальные аккорды песни также звучат в «оскароносной» картине 2012 года «Операция „Арго“».
- Песня упоминается в тексте первого сингла «Not Supposed to Sing the Blues» девятого студийного альбома «Bag of Bones» (2012) шведской рок-группы Europe. Автор (Джоуи Темпест), известный поклонник творчества Led Zeppilin, которому на момент выпуска «When the Levee Breaks» было 8 лет, говорит о своём детстве: "I'm still a kid when the levee breaks".
- Песня звучит в конце фильма о финансовом кризисе на Уолл-стрит в 2008 году «Игра на понижение»  (англ. The Big Short, 2015).